# Al Haramein
Al Haramein  est une ONG islamiste et humanitaire dont le siège est à Riyad. Des sections sont présentes dans 55 pays. L'organisation est considérée par l'ONU comme proche d'Al-Qaïda et des talibans et placée sur la liste officielle des organisations considérées comme terroristes par la Russie et les États-Unis.
Prosélyte, Al Haramein participe à la construction et la rénovation de mosquées et d'écoles coraniques, soutient financièrement des imams, etc. tout en menant une action humanitaire.
La fondation connaît plusieurs appellations : Al Haramain, Yayasan Al Haramain, Al Haramayn Al Masjid Al Aqsa, Al-Haramain Humanitarian Foundation, Al-Haramain Islamic Foundation, Mu'assasat Al-Haramain Al-Khayriyya, Stichting Al Haramain Humanitarian Aid.